# 고엔고 프린스
고엔고 프린스(GOnGO Prince)는 대한민국의 배틀그라운드, 발로란트 프로게임단으로 과거에는 리그 오브 레전드, 전략적 팀 전투 프로게임단을 운영했다.

## 역사
2016년 스타더스트라는 이름으로 창단하여 같은 해 10월 5일 소프트웨어 개발사 APK 어플킹의 후원을 받아 팀명을 APK 프린스로 변경했으며 리그 오브 레전드 챔피언스 코리아 스프링 2020 승강전에서 한화생명 e스포츠와 진에어 그린윙스를 꺾고 창단 4년만에 LCK 승격을 확정지었다. 2018년 12월 14일 해체된 ROX 오카즈를 인수하여 배틀그라운드 프로게임단을 창단했으며 2020년 6월 8일 강원도 양양군에 위치한 골프리조트 설해원이 메인 스폰서로 나서면서 팀명도 설해원 프린스로 변경되었다. 그리고 2020년 10월 12일 발로란트 프로게임단을 정식 창단했으며 2021년부터 시작되는 LCK 프랜차이즈화의 우선 협상 10팀 안에 들지 못하면서 2021 시즌부터는 LCK 참가가 불가능해졌고 결국 사실상 해체가 확정되며 창단 4년만에 역사의 뒤안길로 사라졌다. 이후 2021년 1월 30일 설해원과의 네임드 스폰서십 종료로 팀명을 APE 프린스로 변경했다가 같은 해 4월경 고엔고 프린스로 팀명을 변경했다.

## 주요 성적

### 리그 오브 레전드 (해체)
주요 대회 준우승 1회
- 네네치킨 리그 오브 레전드 챌린저스 코리아 스프링 2016 4위
- 리그 오브 레전드 챌린저스 코리아 서머 2016 5위
- 리그 오브 레전드 챌린저스 코리아 스프링 2017 5위
- 리그 오브 레전드 챌린저스 코리아 서머 2017 3위
- 2017 LoL KeSPA컵 16강
- 리그 오브 레전드 챌린저스 코리아 스프링 2018 5위
- 리그 오브 레전드 챌린저스 코리아 서머 2018 8위
- 2018 LoL KeSPA컵 16강
- 제닉스 리그 오브 레전드 챌린저스 코리아 스프링 2019 3위
- 제닉스 리그 오브 레전드 챌린저스 코리아 서머 2019 준우승
- 2019 LoL KeSPA컵 울산 16강
- 우리은행 리그 오브 레전드 챔피언스 코리아 스프링 2020 7위
- 우리은행 리그 오브 레전드 챔피언스 코리아 서머 2020 10위

### 배틀그라운드
- KT 10기가 인터넷 PUBG 코리아 리그 2018 하반기 6위[2]
- 2019 핫식스 PUBG 코리아 리그 페이즈 1 19위
- 2019 핫식스 PUBG 코리아 리그 페이즈 2 5위
- 2019 핫식스 PUBG 코리아 리그 페이즈 3 13위
- PUBG 글로벌 시리즈 베를린 한국대표선발전 16위
- PUBG 컨티넨털 시리즈 1 아시아 한국대표선발전 7위
- PUBG 컨티넨털 시리즈 2 아시아 한국대표선발전 4위
- PUBG 컨티넨털 시리즈 2 아시아 9위
- PUBG 컨티넨털 시리즈 3 아시아 한국대표선발전 15위
- 배틀그라운드 스매시컵 2020 시즌 1 19위
- 배틀그라운드 스매시컵 2020 시즌 2 6위
- 배틀그라운드 스매시컵 2020 시즌 3 11위
- PUBG 위클리 시리즈 2021 동아시아 프리 시즌 20위
- PGL 아시아컵 2021 1주차 3위
- PUBG 위클리 시리즈 동아시아 2021 페이즈 1 12위
- 배틀그라운드 스매시컵 2021 시즌 4 16위
- 비리비리 PUBG 아시아컵 31위
- 2021 펍지 위클리 시리즈: 동아시아 페이즈 2 14위
- 배틀그라운드 스매쉬컵 시즌 5 15위
- 배틀그라운드 스매쉬컵 시즌 6 5위
- 2022 펍지 위클리 시리즈: 동아시아 페이즈 1 25위

### 발로란트
- 클랜 배틀 액트 2 1회차 4강
- 클랜 배틀 액트 2 2회차 8강
- APE 발로란트 배틀 6위
- 클랜 배틀 액트 2 4회차 8강
- 발로란트 챔피언스 투어 2021 코리아 스테이지 1 챌린저스 2 4위
- 발로란트 챔피언스 투어 2021 코리아 스테이지 1 마스터즈 6위

### 전략적 팀 전투 (해체)
- 아프리카TV TFT 시리즈 페이츠 우승 (정태현)

## 소속 선수

### 배틀그라운드
- 감독 : (공석)
- 코치 : 어주완

| 이름   | 아이디  | 비고 |
| ------ | ------- | ---- |
| 배준성 | Hwarang |      |
| 이재성 | ZeniTh  |      |
| 최성수 | Salvia  |      |
| -      | -       |      |

### 발로란트
- 감독 : 구남인
- 코치 : (공석)

| 이름 | 아이디 | 비고 |
| ---- | ------ | ---- |
| -    | -      |      |
| -    | -      |      |
| -    | -      |      |
| -    | -      |      |
| -    | -      |      |